# 1187 Afra
Afra (asteróide 1187) é um asteróide da cintura principal com um diâmetro de 31,83 quilómetros, a 2,0543198 UA. Possui uma excentricidade de 0,2218789 e um período orbital de 1 566,83 dias (4,29 anos).
Afra tem uma velocidade orbital média de 18,33083813 km/s e uma inclinação de 10,7247º.
Esse asteróide foi descoberto em 6 de Dezembro de 1929 por Karl Reinmuth.